# Bloud (mythologie)
Pour les articles homonymes, voir Bloud.
Bloud (russe : Блуд), dans la mythologie slave, est un mauvais esprit qui provoque la désorientation dans l'espace et conduit les personnes à tourner en rond à la recherche de leur chemin. La désorientation peut survenir aussi bien dans un endroit inconnu que familier, de jour comme de nuit. Souvent, l'esprit est présenté comme quelque chose d'invisible et d'impersonnel, mais en même temps réel, mais parfois il peut apparaître sous la forme d'un animal (chèvre, chien, chat, oiseau), d'un objet (botte de foin), ou d'une personne. Chez les Russes, le personnage dénote un esprit qui vous fait errer dans la forêt, et parfois aussi à la maison, et correspond au Liéchi, bien qu'il puisse être considéré indépendamment.